# Diocesi di Ibora
La diocesi di Ibora (in latino: Dioecesis Iborena) è una sede soppressa del patriarcato di Costantinopoli e una sede titolare della Chiesa cattolica.

## Storia
Ibora, identificabile con Iverönü, distretto di Erbaa, nell'odierna Turchia, è un'antica sede vescovile della provincia romana dell'Elenoponto nella diocesi civile del Ponto. Faceva parte del patriarcato di Costantinopoli ed era suffraganea dell'arcidiocesi di Amasea. La sede è documentata nelle Notitiae Episcopatuum del patriarcato fino al XII secolo. Nativo di Ibora era lo scrittore e teologo origenista del IV secolo, Evagrio Pontico.
Diversi sono i vescovi noti di questa antica diocesi bizantina. Il vescovo Arassio è menzionato nella Vita di santa Macrina, scritta da Gregorio di Nissa, il cui monastero era situato nei pressi di Ibora. Pantofilo prese parte al concilio di Costantinopoli nel 381. Sant'Uranio intervenne al concilio di Calcedonia del 451 e sottoscrisse nel 458 la lettera dei vescovi dell'Elenoponto all'imperatore Leone I dopo l'uccisione del patriarca Proterio di Alessandria. Teodoro partecipò al concilio di Costantinopoli nel 680. Fozio I era presente al concilio in Trullo nel 692. Paolo e Nicola presero parte rispettivamente ai concili di Costantinopoli dell'869-870 e dell'879-880 che trattarono la questione del patriarca Fozio. La sigillografia ha restituito i nomi dei vescovi Fozio II e Michele, vissuti nel X e nell'XI secolo.
Dal XIX secolo Ibora è annoverata tra le sedi vescovili titolari della Chiesa cattolica; la sede è vacante dal 31 dicembre 1973. Il suo ultimo titolare è stato il carmelitano Vincent Victor Dereere, già vescovo di Trivandrum in India.

## Cronotassi

### Vescovi greci
- Arassio † (menzionato nel 380 circa)
- Pantofilo † (menzionato nel 381)
- Sant'Uranio † (prima del 451 - dopo il 458)
- Teodoro † (menzionato nel 680)[3]
- Fozio I † (menzionato nel 692)[4]
- Paolo ? † (menzionato nell'869)[5]
- Nicola † (menzionato nell'879)[6]
- Fozio II † (X secolo)[7]
- Michele † (XI secolo)[8]

### Vescovi titolari
- Francisco José de Souza Lima † (11 gennaio 1808 - 15 aprile 1811 deceduto)
- Adrian Wlodarski † (18 marzo 1861 - 30 maggio 1875 deceduto)
- Augustin Magloire Alexandre Blanchet † (23 dicembre 1879 - 25 febbraio 1887 deceduto)
- Pierre-Emile-Jean-Baptiste-Marie Grouard, O.M.I. † (18 ottobre 1890 - 28 febbraio 1930 nominato arcivescovo titolare di Egina)
- James Edwin Cassidy † (21 marzo 1930 - 28 luglio 1934 succeduto vescovo di Fall River)
- Julián Pedro Martínez † (28 luglio 1934 - 26 giugno 1966 deceduto)
- Vincent Victor Dereere, O.C.D. † (24 ottobre 1966 - 31 dicembre 1973 deceduto)